# 托莱港
托莱港（義大利語：Porto Tolle），是意大利罗维戈省的一个市镇。总面积227.63平方公里，人口10192人，人口密度44.8人/平方公里（2009年）。ISTAT代码为029039。